# Церква Різдва Богородиці (Вовчок)
Церква Різдва Богородиці — православний храм та пам'ятка архітектури місцевого значення у Вовчку.

## Історія
Рішенням виконкому Чернігівської обласної ради народних депутатів від 12.02.1985 № 75 надано статус «пам'ятник архітектури місцевого значення» з охоронним № 16-Чг під назвою «Церква Різдва Богородиці». Встановлено інформаційну дошку.

## Опис

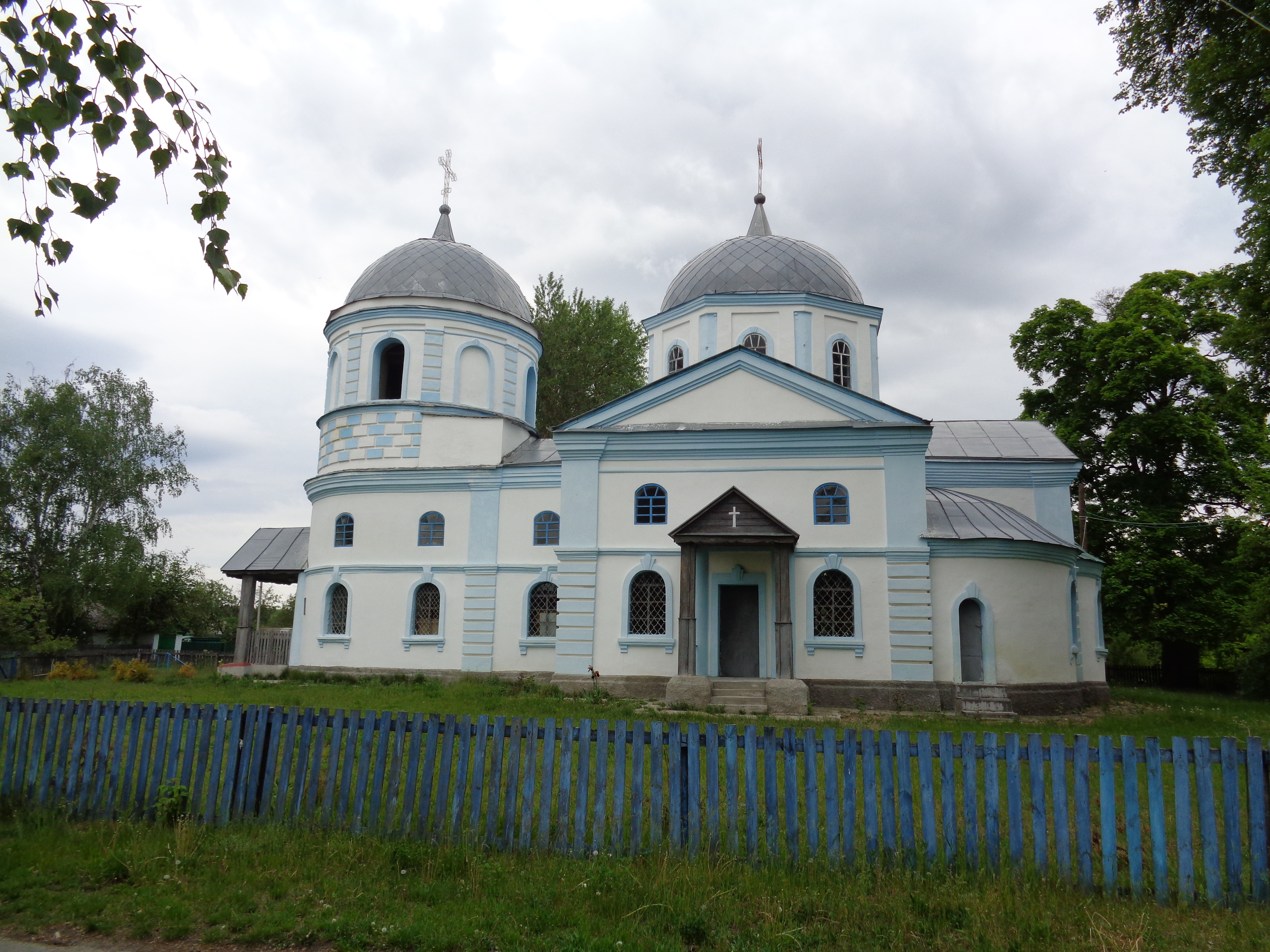
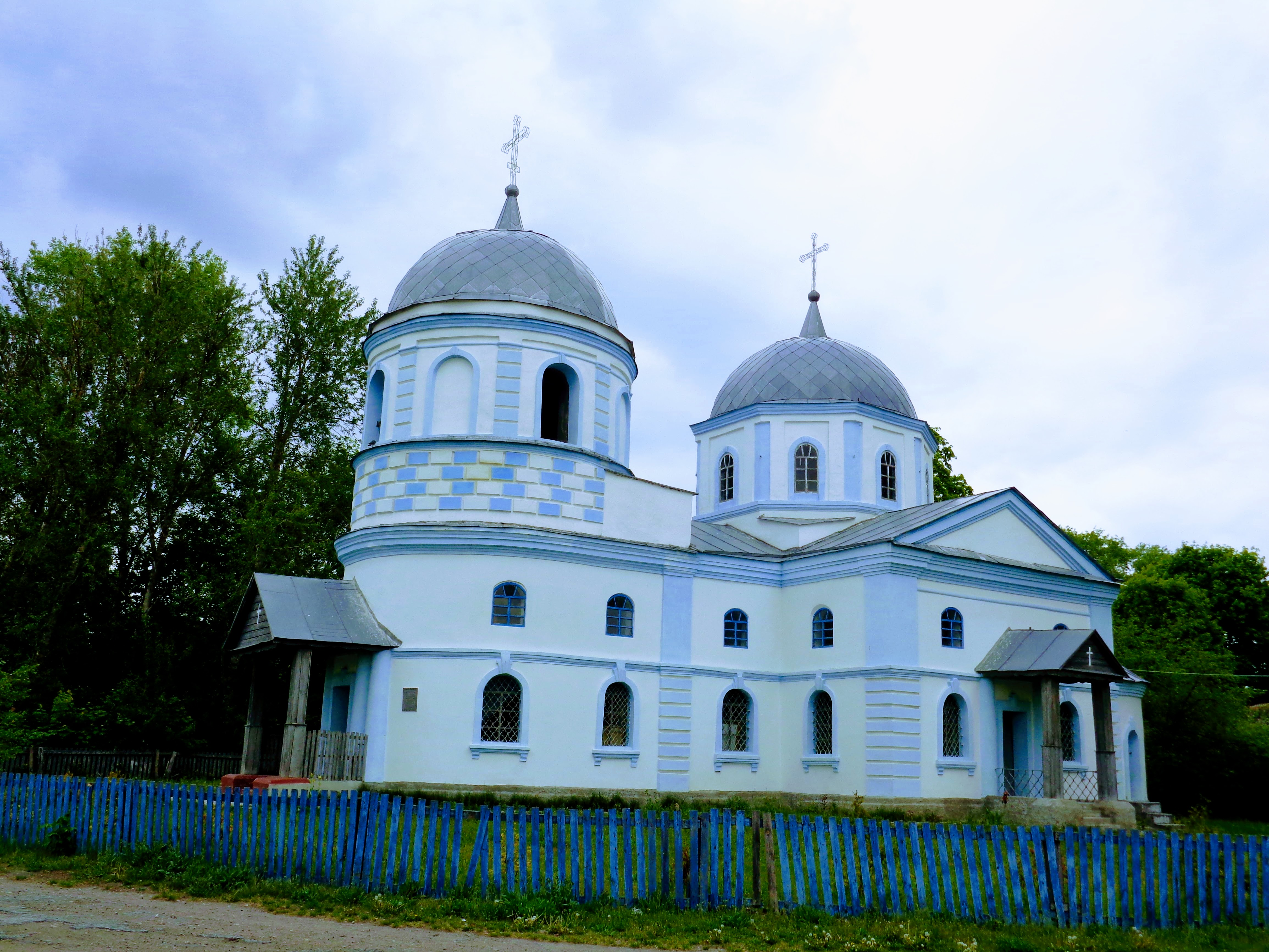

Церква Різдва Христового — приклад культової архітектури початку ХІХ століття на Чернігівщині, що поєднує стилістичні риси бароко та класицизму. Побудована в період 1807—1808 років на роздоріжжі трьох доріг у центрі села Вовчок.
Кам'яна, одноголова, пятидольная (п'ятизрубна — 5 об'ємів), хрестоподібна у плані церква, подовжена по осі захід-схід. Зі сходу примикає напівкругла апсида, перекрита напівкуполом. Зі східного боку з двома одноповерховими прирубами між гілками просторового хреста, перекриті напівкуполами. З півночі і півдня примикають межі — рамени (крила), що завершуються трикутними фронтонами. Храм увінчаний напівциркульним куполом з невеликим шпилем на восьмигранному (восьмерику) світловому барабані. На захід з'єднується з круглою в плані двоярусною дзвіницею, увінчаною напівциркульним куполом з невеликим шпилем. Має три входи — західний з боку дзвіниці, північний та південний з боку раменів — прикрашені відкритим ганками з двоколонними портиками та трикутними фронтонами. Фасад оздоблений пілястрами, карнизами, рустами. Восьмерик глави храму розчленований пілястрами, а у верхньому ярусі дзвіниці декор рясно представлений рустами.